# Zongzi
Lo zongzi (caratteri cinesi: 粽子 o 糉; pinyin: zòng zi; Wade-Giles: tsung-tzu; hakka: zung ne; min: Bah-chàng; wu: tsoŋ tsX; cantonese: zung2 zi2; Yale: júngjí), o più semplicemente zong, è un cibo tradizionale della cucina cinese, la cui pasta composta di riso glutinoso viene riempita con ripieni di diverso genere e poi avvolta in foglie di bambù o di giunchi. Il piatto risultante viene cotto al vapore oppure bollito. In altre parti dell'Asia orientale tale piatto assume altri nomi: in Giappone diventa chimaki, in Laos, Thailandia e Cambogia nom asom, nelle Filippine machang (parola derivante dal dialetto lan-nang), in Indonesia bakcang oppure bacang (肉粽). La stessa parola bakcang deriva dall'hokkien, un dialetto cinese parlato dai cinesi-indonesiani. Nel mondo occidentale, invece, i zongzi sono conosciuti come involtini di riso oppure tamales cinesi.

## Origini

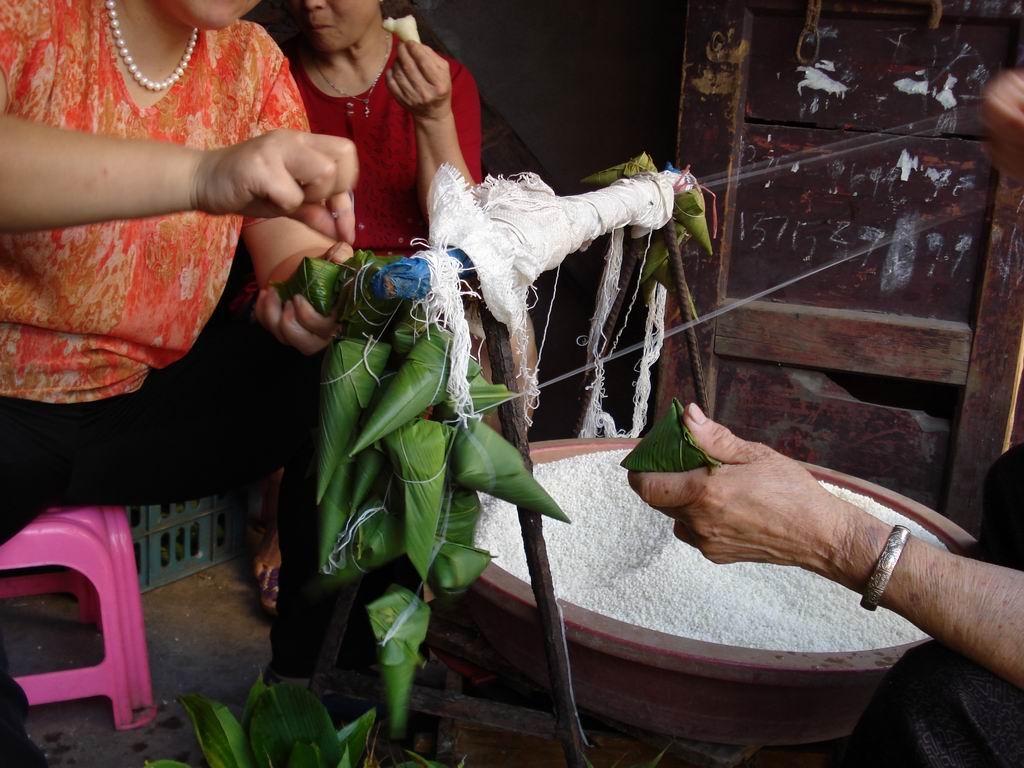
Preparazione dello Zongzi

I zongzi vengono tradizionalmente consumati durante la festa delle barche drago (cinese: Duanwu; cantonese: Tuen Ng), la quale viene celebrata il quinto giorno del quinto mese del calendario cinese (approssimativamente tra la fine di maggio e la metà di giugno) come commemorazione della morte di Qu Yuan, famoso poeta vissuto nel regno di Chu durante il periodo dei regni combattenti. Rinomato per il suo patriottismo, Qu Yuan aveva tentato senza successo di avvisare il suo re ed i suoi compatrioti dei tentativi di espansione del vicino stato di Qin. Quando nel 278 a.C. il generale Qin Bai Qi prese la città di Yingdu, la capitale Chu, il dolore di Qu Yuan fu talmente forte che egli si annegò nel fiume Miluo, dopo aver scritto una poesia intitolata Ai Ying (Lamento per Ying). Secondo la leggenda, la popolazione gettò nel fiume pacchetti di riso per evitare che i pesci si nutrissero del corpo del poeta. Un'altra versione della medesima leggenda racconta che i zongzi vennero gettati nel fiume per placare, invece, un drago che vi abitava.

## Descrizione
La forma dei zongzi varia dall'essere relativamente tetraedrica nella Cina meridionale a cilindrica nella Cina settentrionale. L'abilità di avvolgere uno zongzi in modo adeguato viene tramandata nelle famiglie di generazione in generazione, così come le variazioni nella ricetta. In passato, così come avveniva in Messico per i tamales ed in Brasile per i pamonha, la preparazione dei zongzi era un evento al quale tutta la famiglia partecipava come occasione per stare insieme.
Mentre i zongzi tradizionali cinesi vengono avvolti in foglie di bambù, in altri paesi e in alcune regioni queste vengono sostituite da foglie di loto, mais, banano, canna, alpinia zerumbet o pandan. Ogni pianta dona al riso con il quale viene a contatto un odore ed un sapore diversi.
I ripieni utilizzati nei zongzi variano da regione a regione, invariabile è solamente il tipo di riso, ossia quello glutinoso (chiamato anche colloso o dolce). A seconda della zona di produzione, inoltre, il riso può venire leggermente precotto al wok oppure bagnato in acqua prima di essere utilizzato.

### Ripieni
- Fagioli mungo, sgusciati e divisi
- Pasta di fagioli rossi
- Giuggiolo
- Char siu (maiale barbecue cinese)
- Salsiccia cinese
- Maiale salato
- Funghi neri cinesi
- Uova d'anatra salate
- Castagne
- Arachidi cotte
- Fagiolini
- Gamberetti essiccati
- Capesante
- Maiale rosso
- Pollo
- Taro

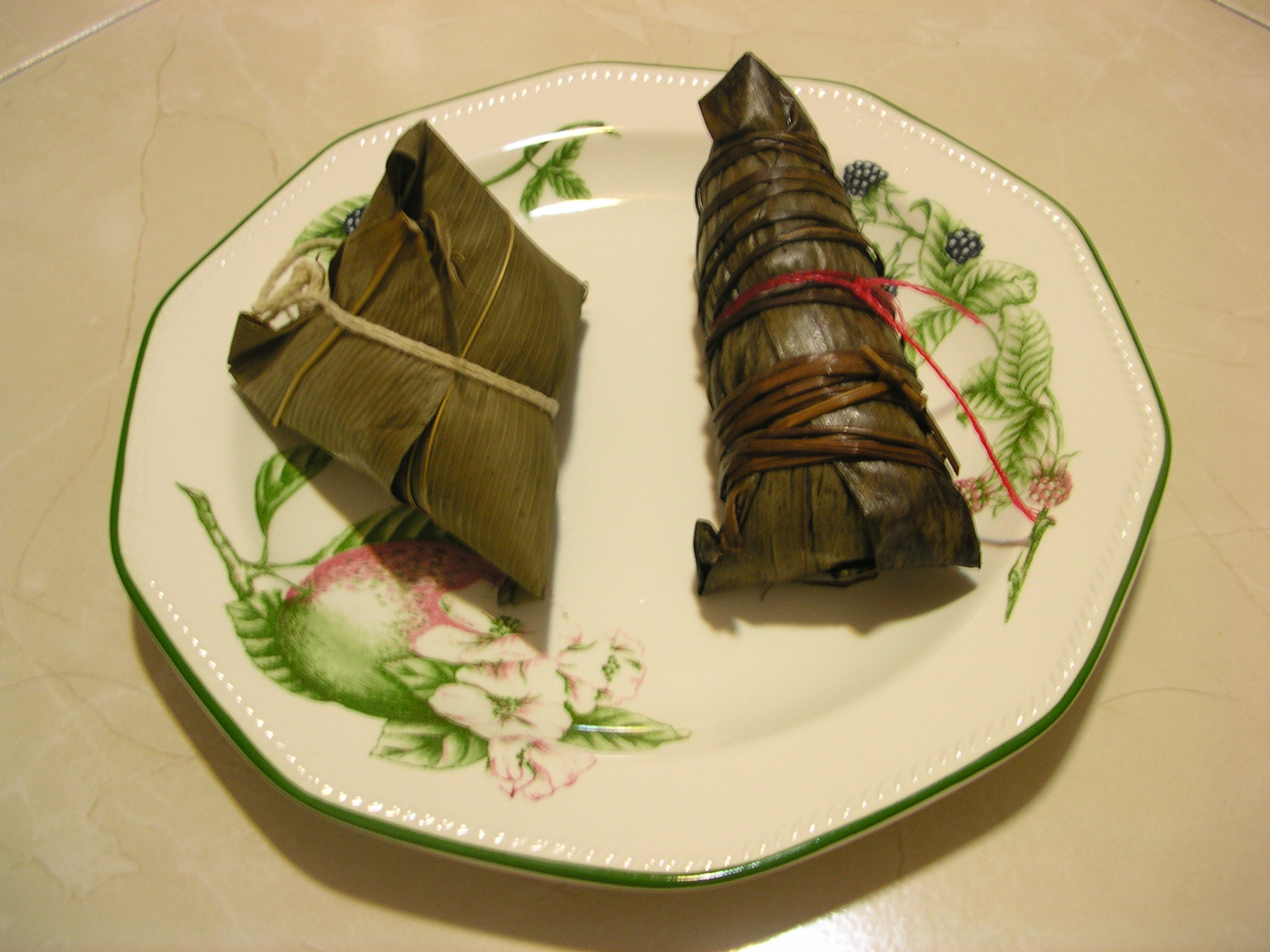
Zongzi cinesi in stile meridionale (a sinistra) e settentrionale (a destra)

Lo Zongzi deve essere cotto a vapore o bollito per diverse ore, a seconda della qualità del riso, prima che vi sia aggiunto il ripieno. Una volta cotto, lo zongzi può essere facilmente surgelato a favore di una consumazione successiva. Zongzi surgelati si trovano spesso nei supermercati cinesi.

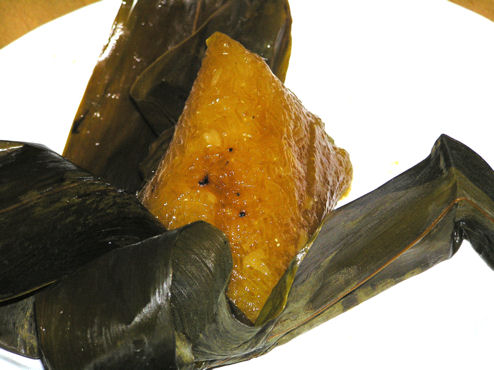
Jianshui Zong senza ripieno

### Varianti
- Jia zong (假粽): invece del riso glutinoso, vengono usate per contenere il ripieno delle palline di farina di riso glutinoso simili a mochi (cosicché non si distinguano singoli chicchi di riso nell'impasto). Questa variante è tipicamente più piccola dello zongzi originale, e molto più gommosa al gusto.
- Jianshui zong (碱水粽): questa variante, il cui nome significa "zong all'acqua alcalina", viene mangiata come dessert piuttosto che come portata principale. Il riso glutinoso viene trattato con acqua alla liscivia (carbonato di sodio acquoso) oppure con carbonato di potassio. Da queste misture deriva il suo tipico colore giallo. In genere, questo tipo di zong non contiene ripieno oppure viene riempito con qualcosa di dolce (ad esempio pasta di fagioli dolci), per poi essere servito con zucchero oppure sciroppo leggero. A volte viene inserito all'interno un ramoscello di legno rosso (shu mok), per dare più sapore e colore.
- Nyonya zong (娘惹粽): una specialità della cucina nyonya, questi zong sono molto simili per ripieno agli zong cinesi in stile del sud, tuttavia vi si differenziano poiché vengono avvolti in foglie di pandan.